# Армия обороны Израиля
А́рмия оборо́ны Изра́иля (ивр. צְבָא הַהֲגָנָה לְיִשְׂרָאֵל‎ — Цва хагана́ ле-исраэ́ль) или сокращённо ЦАХА́Л (ивр. צה״ל‎ — Ца́халь / Ца́аль) — вооружённые силы Государства Израиль и главный орган его безопасности. Нынешний начальник Генерального штаба ЦАХАЛ — генерал-лейтенант Эяль Замир (с 5 марта 2025 года).

## История
ЦАХАЛ был создан через две недели после основания государства, во время войны за независимость. Временное правительство во главе с Давидом Бен-Гурионом приняло решение о создании армии, и 26 мая 1948 года премьер-министр подписал «Указ об Армии обороны Израиля» (ивр. פקודת צבא הגנה לישראל‎).
К началу июня 1948 года, между руководством «Хаганы» (Исраэль Галили и Леви Эшколь) и руководителями других подпольных военизированных организаций «Эцель» (Менахем Бегин) и «ЛЕХИ» (Натан Ялин-Мор, Исраэль Эльдад) было подписано соглашение о том, что их боевые подразделения будут интегрированы в ЦАХАЛ. Исключение составляли подразделения этих организаций в Иерусалиме, на который тогда не распространялся израильский суверенитет. Поскольку большую часть ЦАХАЛ составили члены «Хаганы», он в основном сохранил её организационное строение.

## Доктрина
Способ использования армии — доктрину действий — разработал в 1949 году комитет под председательством полковника Хаима Ласкова. Доктрина исходила из израильской оценки геополитического положения Израиля.

- Израиль уступает соседям по населению и в обозримом будущем всегда будет вынужден вести войну против численно превосходящего противника.
- Спор с соседями состоит не в несогласии по поводу границ, а в неприятии самого факта существования Израиля. Противники Израиля будут вести войну против него на уничтожение.
- Учитывая географические реалии, а также перевес противника в живой силе и технике, Израиль в случае войны не может рассчитывать на победу посредством уничтожения врага. Реальной целью должно быть нанесение такого ущерба его вооружённым силам, которое вывело бы их из строя на максимально долгое время.
- Малая территория, очень изрезанные границы и близость населённых центров к линии фронтов лишают Израиль всякой стратегической глубины. В самой узкой зоне расстояние от границы до моря составляет всего 14 км. Никаких естественных барьеров для обороны не существует.
- Израиль не может вести долгую войну. Война делает необходимой мобилизацию такого огромного процента населения, что экономика через несколько недель просто перестанет функционировать.

11 июля 2013 года министр обороны Израиля Моше Яалон заявил, что в связи с обстановкой на Ближнем Востоке, которая изменила характер угрозы еврейскому государству, назрела необходимость в армейских реформах:
Надо учитывать тот факт, что сегодняшний театр военных действий совершенно не похож на всё, что мы знали до этого. На данный момент гораздо меньший упор делается на использование тяжёлых вооружений, основное внимание обращено на технологии, на беспилотные летательные аппараты, которые дают нам значительное преимущество перед нашими противниками. Сегодня сражения армии с армией по типу тех, что были во время Войны Судного дня, намного менее вероятны.
Основные направления, по которым будут произведены наиболее важные изменения — разведка, прослушивание, активные действия в киберпространстве, оснащение современным вооружением. Все реформы пройдут на фоне серьёзных бюджетных сокращений. Планируется увольнение 5000 военнослужащих, роспуск нескольких эскадрилий и бронетанковых частей, создание на Голанских высотах отдельного округа, который станет базой для отражения возможной агрессии со стороны Сирии. Планируются сокращение количества военных кораблей, списание устаревших зенитных комплексов, закрытие в Генеральном штабе отдела логистики. При резко снижаемом количестве и продолжительности полевых учений уделяется особое внимание технологическому оснащению боевых частей. Программа сокращений сделает армию количественно меньше, но качественно лучше. «ЦАХАЛ переживает эпоху революционных изменений. Скоро у нас будет качественно иная армия», — пообещал Яалон.
Главной целью реформы военной доктрины станут недопущение контрабанды оружия и предотвращение терроризма. Армия готовит новые подразделения, которые должны будут защищать страну от угроз, возникающих в результате новой стратегической ситуации на Ближнем Востоке. Новая концепция включает в себя точечные удары, наподобие тех, которые наблюдались в последнее время в Сирии. ЦАХАЛ назвал новую концепцию «битвы между войнами». Термин был придуман для описания динамической политической и военной кампании. Подобная кампания разбивается на три компонента:
- предотвращение
- дезорганизация
- сдерживание.

Начата разработка новых стандартов и распределение ролей согласно новой концепции.

## Служба по призыву

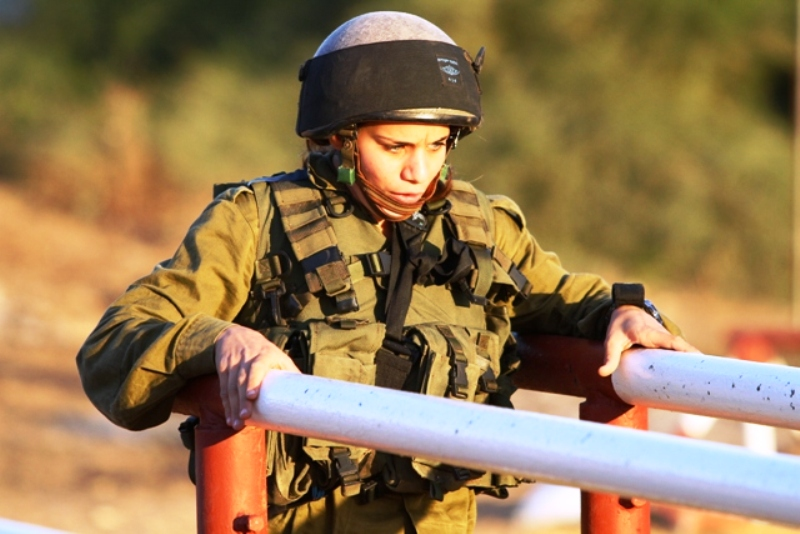
Солдат участвует в соревнованиях ЦАХАЛа по боевой подготовке

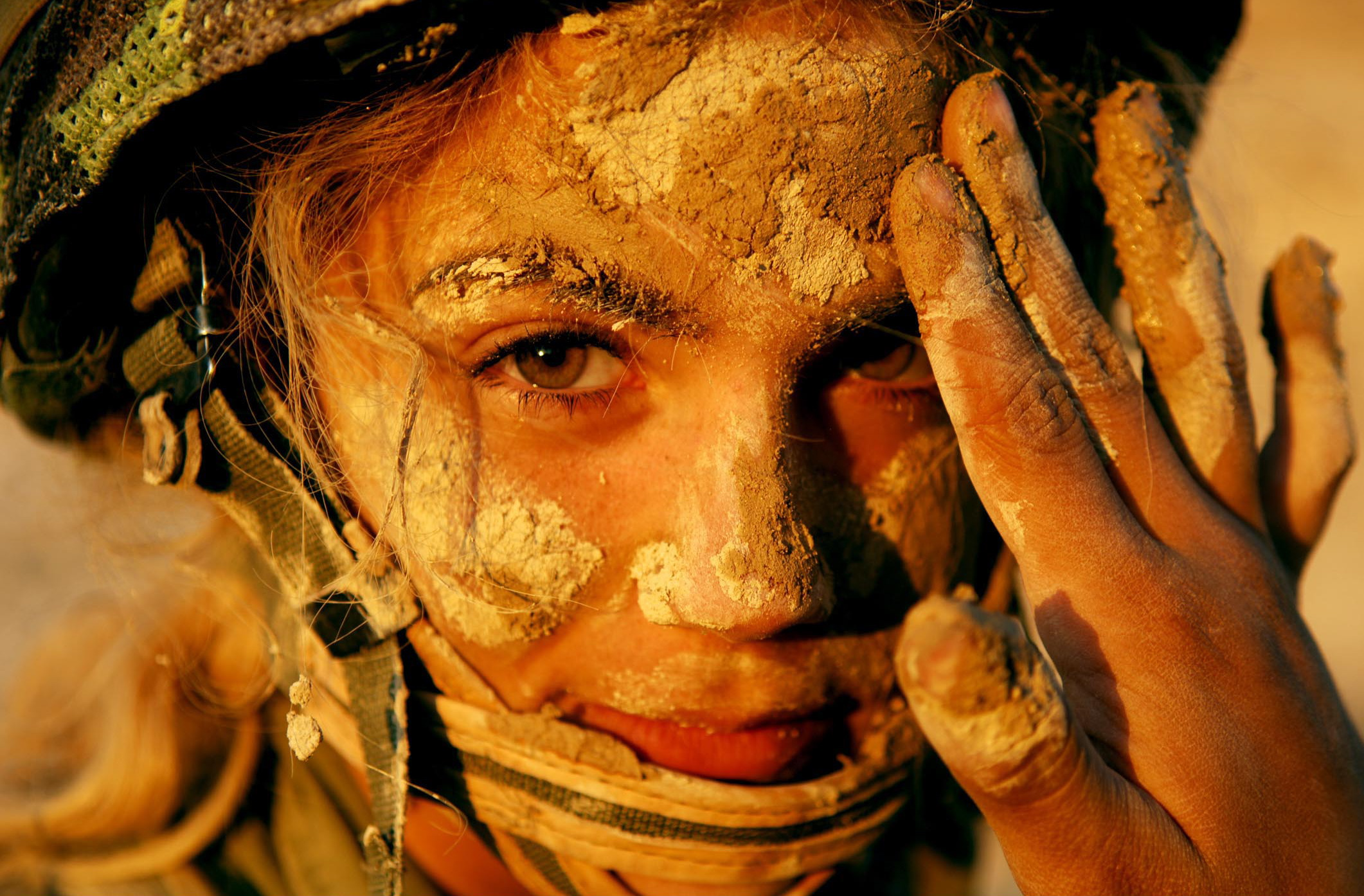
Солдат на курсе инструктора пехоты ЦАХАЛа

Закон о военной службе устанавливает следующие виды обязательной военной службы в Армии обороны Израиля:
- срочная служба;
- служба в резерве.

### Критерии призыва
По закону все граждане Израиля, включая имеющих второе гражданство и проживающих в другой стране, а также все постоянно проживающие на территории государства, по достижении 18 лет подлежат призыву на службу в ЦАХАЛ. По состоянию на 2021 год срок срочной службы для мужчин — 30 месяцев, для женщин — 24 месяца (2 года). Закон распространяется на всех граждан государства, но не соблюдается в отношении арабов и бедуинов, которые могут служить в армии добровольцами.

### Освобождения от призыва
Освобождены от призыва:
- Женщины — состоящие в браке на момент призыва или по состоянию здоровья.
- Мужчины — по состоянию здоровья.
- Репатрианты — прибывшие в страну после 1 июня 2015 года в возрасте 22 или более лет или имеющие детей (по состоянию на 01.03.2016[12][13][14][15]). Репатрианты, прибывшие в страну до 31 мая 2015 года, старше 26 лет.

Мужчины, обучающиеся в еврейских религиозных школах (йешивах), получают отсрочку на время их учёбы, которая может длиться всю жизнь. Религиозные девушки имеют право на освобождение от воинской обязанности либо на прохождение альтернативной службы — в больницах, образовательных учреждениях, добровольческих организациях. Таким образом, несмотря на то, что официально все еврейские граждане Израиля обязаны проходить военную службу, подавляющее большинство ультрарелигиозных евреев в армии не служит, что является источником напряжения в обществе.

### Женщины в армии

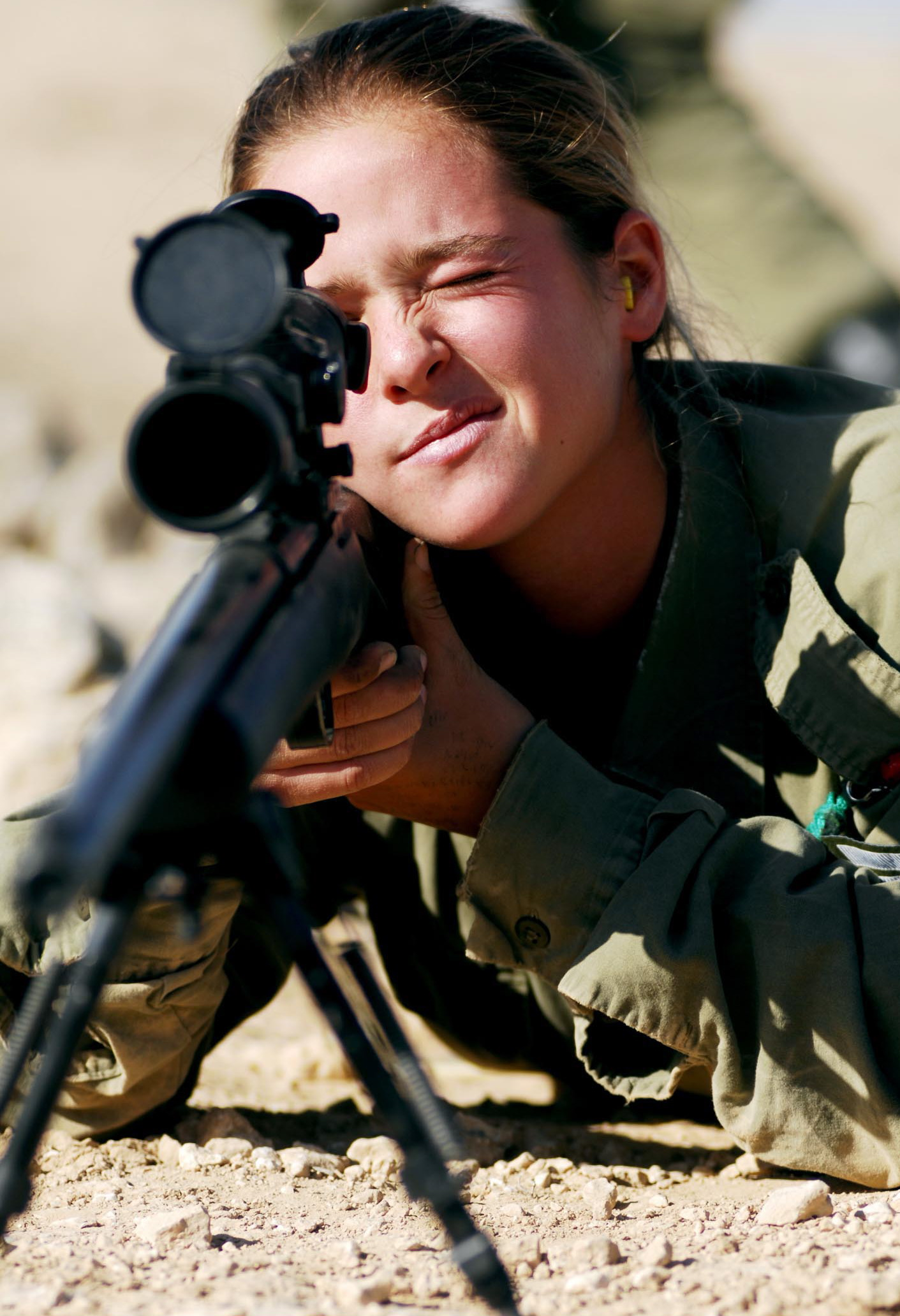
Женщина в армии

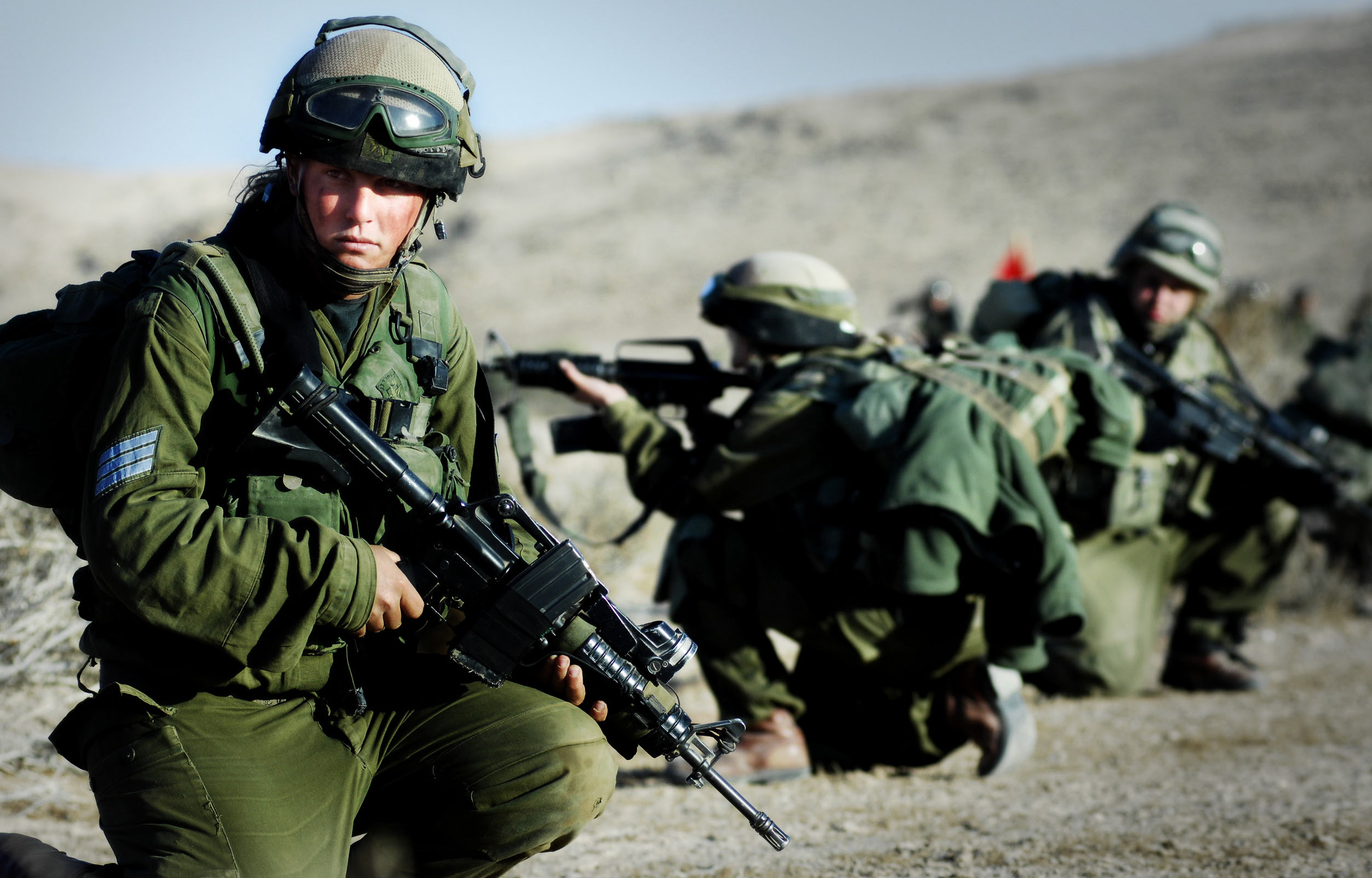
Батальон Каракаль, часть, где мужчины и женщины служат вместе

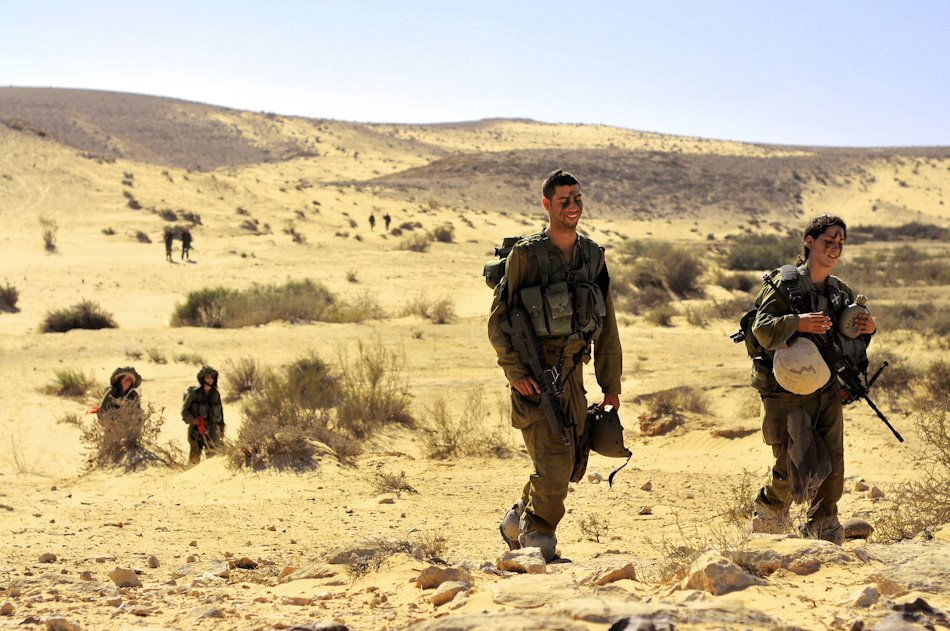
Батальон Каракаль на 70 % состоит из женщин

Отличием ЦАХАЛа от многих других армий является то, что женщины являются военнообязанными. В соответствии с § 39—40 Закона о Службе безопасности, еврейки могут быть освобождены от прохождения военной службы по религиозным убеждениям, браку, беременности или материнству. По окончании срочной службы подавляющее большинство женщин освобождается от ежегодных военных сборов.
В войне за независимость 1948 года, в связи с тяжёлым положением страны, женщины приняли активное участие в защите Израиля, а с окончанием войны они практически перестали участвовать в боевых операциях. В настоящее время большинство женщин призывается в небоевые части. По состоянию на 2021 год, женщины составляли около 40 % среди проходящих срочную военную службу и примерно 25 % офицерского состава. В 2022 году впервые в истории страны звания майора Армии обороны Израиля была удостоена мусульманка-арабка, Элла Вавея.
В 2001 году при Генеральном штабе было учреждено Управление советника по делам женщин-военнослужащих, занимающееся вопросами «соблюдения равных возможностей» в ЦАХАЛ (но не касающееся женских привилегий). Управление возглавила генерал Сюзи Йогев.

### Резервистская служба
После окончания регулярной службы все лица рядового и офицерского составов могут призываться ежегодно на резервистские сборы на срок до 45 дней.
Активная резервистская служба (ивр. שירות מילואים פעיל‎ — «Шерут Милуим Паиль») продолжается до достижения резервистом возраста 45 лет для офицеров и 40 лет для остальных.

## Структура
Армия обороны Израиля состоит из трёх видов вооружённых сил: сухопутные, военно-воздушные и военно-морские. Начата реализация решения о создании четвёртого вида вооружённых сил — кибернетических войск.
Армию возглавляет Генеральный штаб. Сухопутные войска, Военно-воздушные силы и Военно-морские силы имеют отдельное командование, подчиняющееся Генштабу. Управление войсками осуществляется с помощью уникальной системы связи, визуализации, приёма и передачи тактической информации ЦАЯД («Цифровая армия»). Генеральному штабу подчиняется также специальное Командование глубинных операций, назначением которого является ведение боевых действий в глубине территории противника, на значительном удалении от границ страны (самые элитные подразделения израильского спецназа: спецназ Генерального штаба «Сайерет Маткаль», спецназ Военно-воздушных сил «Шальдаг» («Зимородок»), морские диверсанты 13-й флотилии Военно-морского флота и подразделение 669 ВВС, назначением которого всегда являлись поиск и спасение лётчиков, сбитых над территорией врага).
Сухопутные силы делятся на три военных округа: Северный, Центральный и Южный. После войны в Персидском заливе создано также Управление тылом.
Генеральный штаб состоит из 6 управлений: Оперативное, Управление планирования, Управление личного состава, Разведывательное управление, Управление глобальной стратегии, Управление связи и киберзащиты и Управление технологии и логистики.
По состоянию на 2017 год:
- Военный бюджет: оборонные расходы превысят 56 млрд шекелей.
- Общая численность регулярных вооружённых сил: 176,5 тыс. чел.
- Военизированные формирования: 8,05 тыс. чел. (в том числе пограничная охрана — 8 тыс., береговая охрана — 50)[24].
- Комплектование: по призыву. Срок службы: офицеры — 48 (мужчины) и 36 (женщины) месяцев, военнослужащие других категорий — 32 (мужчины) и 24 (женщины) месяца.
- Резерв: 565 тыс. чел., в том числе СВ — 380 тыс., ВВС — 24,5 тыс., ВМС — 3,5 тыс.
- Мобилизационные ресурсы: 3,11 млн чел., в том числе годных к военной службе 2,55 млн.
- Сухопутные войска (2017 год): 133 тыс. чел., 3 территориальных Командования (Северное, Центральное, Южное), Командование тыла, Командование охраны границ, 2 штаба корпуса (479 Северный корпус и 446 корпус Генштаба), представляющих собой переходное звено командования между округом и дивизиями на случай войны, 2 регулярные и 2 резервные бронетанковые, 1 резервная лёгкая (механизированная), 1 особая (десантная) резервная, 5 территориальных дивизий. В составе как регулярных, так и резервных дивизий могут быть как регулярные, так и резервные бригады. Каждая регулярная бригада имеет 1—4 «дочерние» резервные (как боевые, так и территориальные), где и проходят резервистскую службу (милуим) и переподготовку её резервисты. Оргштатная структура формирований зависит от оперативной обстановки. В свою очередь, бригады могут иметь в составе как регулярные, так и резервные батальоны. Всего бригад и отдельных батальонов:
  - в боевых частях: 10 бронетанковых (3 регулярных, 1 учебная, 6 резервных), 11 пехотных (4 регулярных, 1 учебная и 6 резервных), 5 десантно-аэромобильных (1 регулярная, 4 резервных, в том числе 1 особая десантно-штурмовая), 1 регулярная сводная специального назначения[25] (диверсионные, контрпартизанские, антитеррористические части армии), 5 артиллерийских (3 регулярных, в том числе 1 ракетная, 1, учебная, 1 резервная) бригад, 3 регулярных инженерных штурмовых и 12 резервных инженерных (8 штурмовых, 3 тяжёлой инженерной техники и 2 переправочных) батальонов. 12 регулярных батальонов связи (3 подчинения Генеральному штабу, 3 — военным округам, 6 — дивизионных) и 2 резервных корпусных, 1 регулярный батальон РЭБ.
  - в территориальных частях (охрана границы): 5 регулярных лёгких патрульных пехотных батальонов, 5 регулярных батальонов полевой разведки, 5 регулярных батальонов связи, 2 резервных бронетанковых, 3 резервных пехотных, 1 учебная пехотная, 3 резервных артиллерийских, и 14 территориальных пехотных бригад в составе 5 территориальных дивизий. Ещё 1 территориальная пехотная бригада подчинена напрямую Штабу ЦВО. Территориальные бригады имеют регулярные штабы, регулярные роты тяжёлой инженерной техники и разминирования, регулярные роты связи и 3 резервных пехотных батальона.
  - в службе тылового обеспечения: 1 регулярный полк технического обеспечения (5 батальонов), 3 регулярных батальона танковых транспортёров, 3 регулярных окружных батальона и 3 резервистских полка гарнизонно-базовых транспортных перевозок, 17 резервистских тыловых полков окружного и дивизионного подчинения (каждый полк имеет медицинский, хозяйственный, ремонтный батальоны и отдельные роты; большая часть состава данных подразделений — резервисты).
  - в войсках Гражданской обороны (частях Управления тыла): 4 регулярных поисково-спасательных батальона, 18 резервных батальонов РХБ-защиты, 18 резервных поисково-спасательных батальонов, 6 резервных лёгких пехотных батальонов.

## Состав армии
Приблизительный состав регулярной армии на 2017 год:

### Сухопутные войска

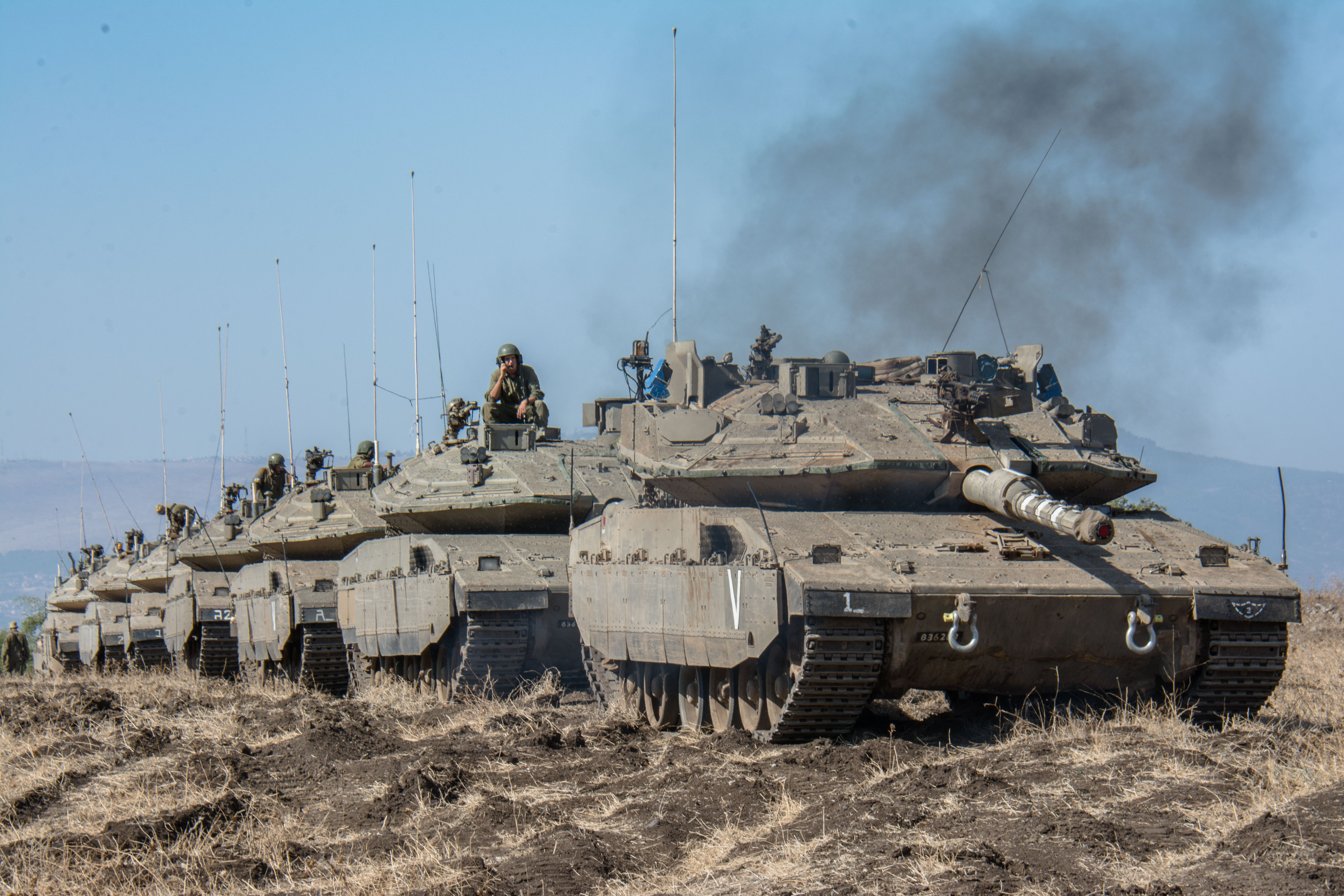
Основной боевой танк «Меркава» Mk.4

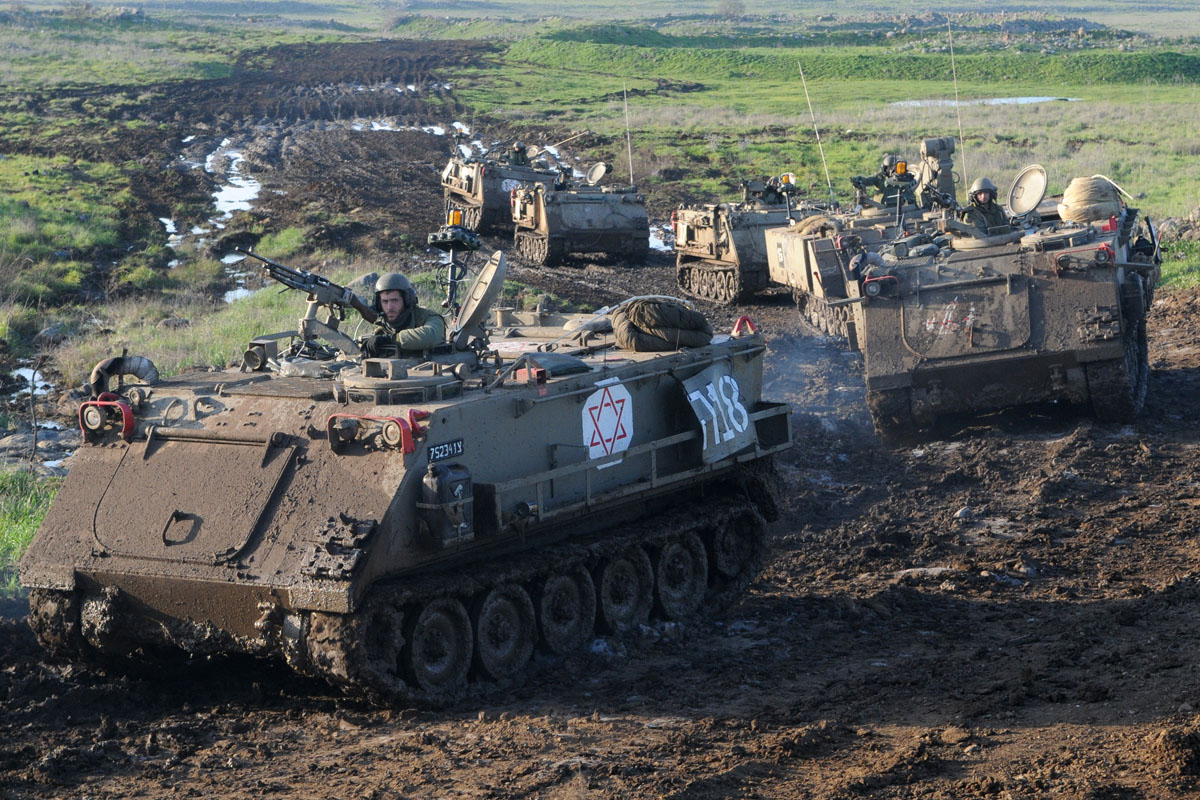
Бронемашины М113 «Зельда»

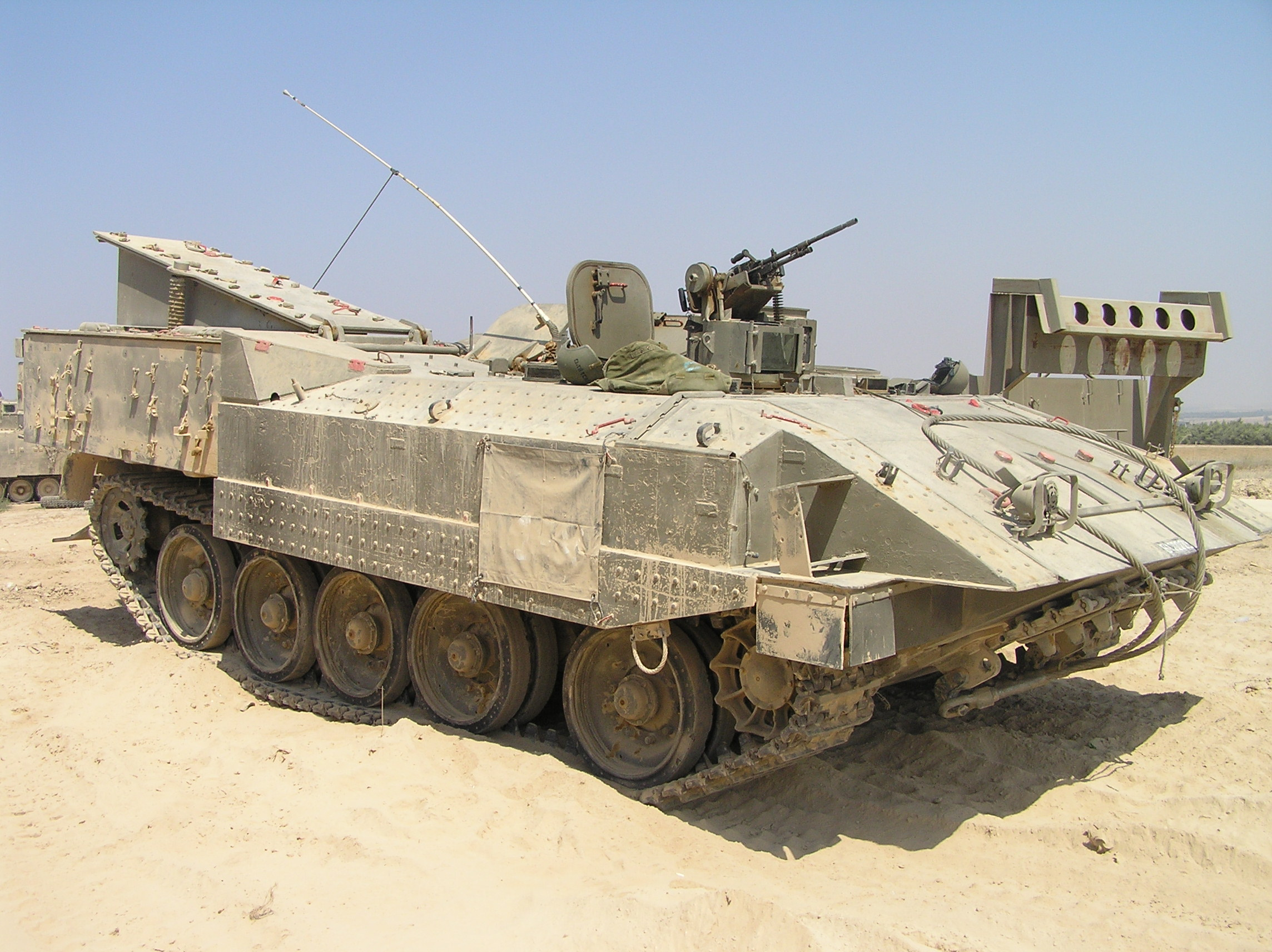
Тяжёлый гусеничный израильский БТР «Ахзарит» на базе трофейных Т-54 и Т-55

Сухопутные войска — состоят из бронетанковых, пехотных (включая десантные), артиллерийских, инженерных, пограничных (включают смешанные патрульные лёгкие батальоны, полевую разведку — войска боевого сбора и регулярные штабы и отдельные регулярные подразделения 15 территориальных бригад) войск, войск связи. Имеют 133 тыс. военнослужащих срочной и сверхсрочной службы (а также 380 тыс. резервистов).

#### Войска специального назначения
- Командование глубинных операций
- Центр специальной подготовки (парашютной, антитеррористической, кинологической, снайперской) — база «Миткан Адам».
- Войска радиоэлектронной борьбы
- Войска информационных операций

#### Мотопехотные бригады
- 35-я («Цанханим») — мобильная парашютно-десантная бригада («красные береты»).
- 89-я («Оз (Коммандо)») — сводная бригада подразделений специального назначения.
- 1-я («Голани») — тяжёлая пехотная (ХИР, «Хейль Раглим» — пехота, «коричневые береты»).
- 84-я («Гивати») — тяжёлая пехотная (ХИР, «сиреневые береты»).
- 933-я («Нахаль») — пехотная (ХИР, «светло-зелёные береты»).
- 900-я («Кфир») — пехотная (ХИР, «пятнистые береты»).
- 828-я («Бисламах») — школа младших командиров (БИСЛАМАК), школа пехотных специалистов (БИСЛАХ).

#### Бронетанковые бригады («чёрные береты»)
- 162-я дивизия («Ха-Плада»)
  - 401-я бригада («Иквот ха-Барзель»)
- 36-я дивизия («Гааш»)
  - 188-я бригада («Барак»)
  - 7-я бригада («Саар ми-Голан»)
- 460-я бригада «Бней Ор» — школа бронетанковых войск (БИСЛАШ).

#### Артиллерийские части и соединения(«бирюзовые береты»)
- 36-я дивизия («Гааш»)
  - 282-я артбригада («Хативат ха-Эш»/«Уцба́т Гола́н»)
- 162-я дивизия («Ха-Плада»)
  - 215-й артполк «Уцба́т Аму́д ха-Эш»
  - 425 артиллерийский полк «Уцба́т Шальхевет Эш».

#### Инженерные части («серебристые береты»)
- 401-я бронетанковая бригада
  - 601-й батальон («Асаф»)
- 7-я бронетанковая бригада («Саар ми-Голан»)
  - 603-й батальон («Лахав»)
- 188-я бронетанковая бригада («Барак»)
  - 605-й батальон («Махац»).
- 614-й инженерный батальон («Ха-Юваль») — Школа инженерных войск (база «Махане Цукей Увда»)
  - Яалом («Йехидат Хандаса ле-Месимот Меюхадот» — спецназ инженерных войск).

#### Пограничные части («песчаные береты»)
- Войска связи
- Техническое, транспортное, тыловое обеспечение
- Управление тыла — войска гражданской обороны
- Главные учебные центры, базы подготовки и базы хранения СВ

### Военно-морские силы

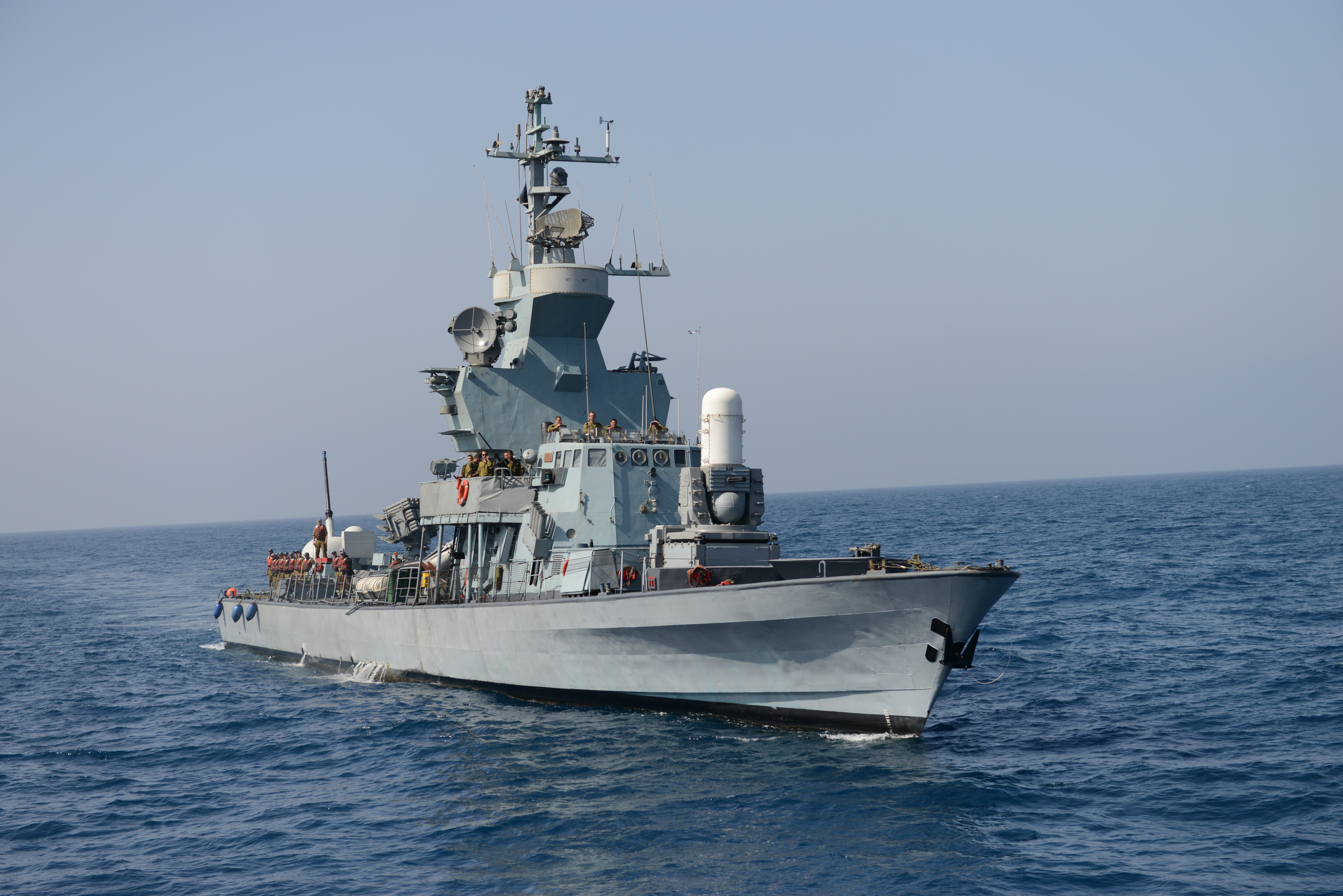
Ракетный катер типа «Саар-4,5»

Военно-морской флот — 13 тыс. военнослужащих срочной и сверхсрочной службы (а также 23 тыс. резервистов):
- 3 дивизиона (914, 915, 916) патрульных катеров типа «Дабур», «Супердвора», «Шальдаг»
  - 914-я сторожевая эскадра — отряды сторожевых катеров «Ясъур», «Перес»
  - 915-я сторожевая эскадра — отряд сторожевых катеров «Барак»
  - 916-я сторожевая эскадра — отряды сторожевых катеров: Кариш, «Базак», «Касиф», «Тригон», отряд беспилотных катеров «Абир ha-Ям», Снапир («Ласта») — Подразделение специальных операций.
- 3 флотилия ракетных кораблей («Шайетет 3»)
  - 33 дивизион — ракетные корветы «Саар−5»
  - 30 дивизион — ракетные катера «Саар−4.5»
  - 31 дивизион — ракетные катера «Саар−4.5»
  - 34 дивизион — ракетные катера «Саар−4.5» и вспомогательные суда
- 7 Флотилия подводных лодок
- 13 Флотилия («Шайетет 13») — морские коммандос (специальное Командование глубинных операций).
- Морская разведка
- Радиолокационная служба
- ЯЛТАМ (Подразделение подводных операций) — минирование/разминирование, ремонт судов и коммуникаций — Подразделение боевых водолазов

### Военно-воздушные силы

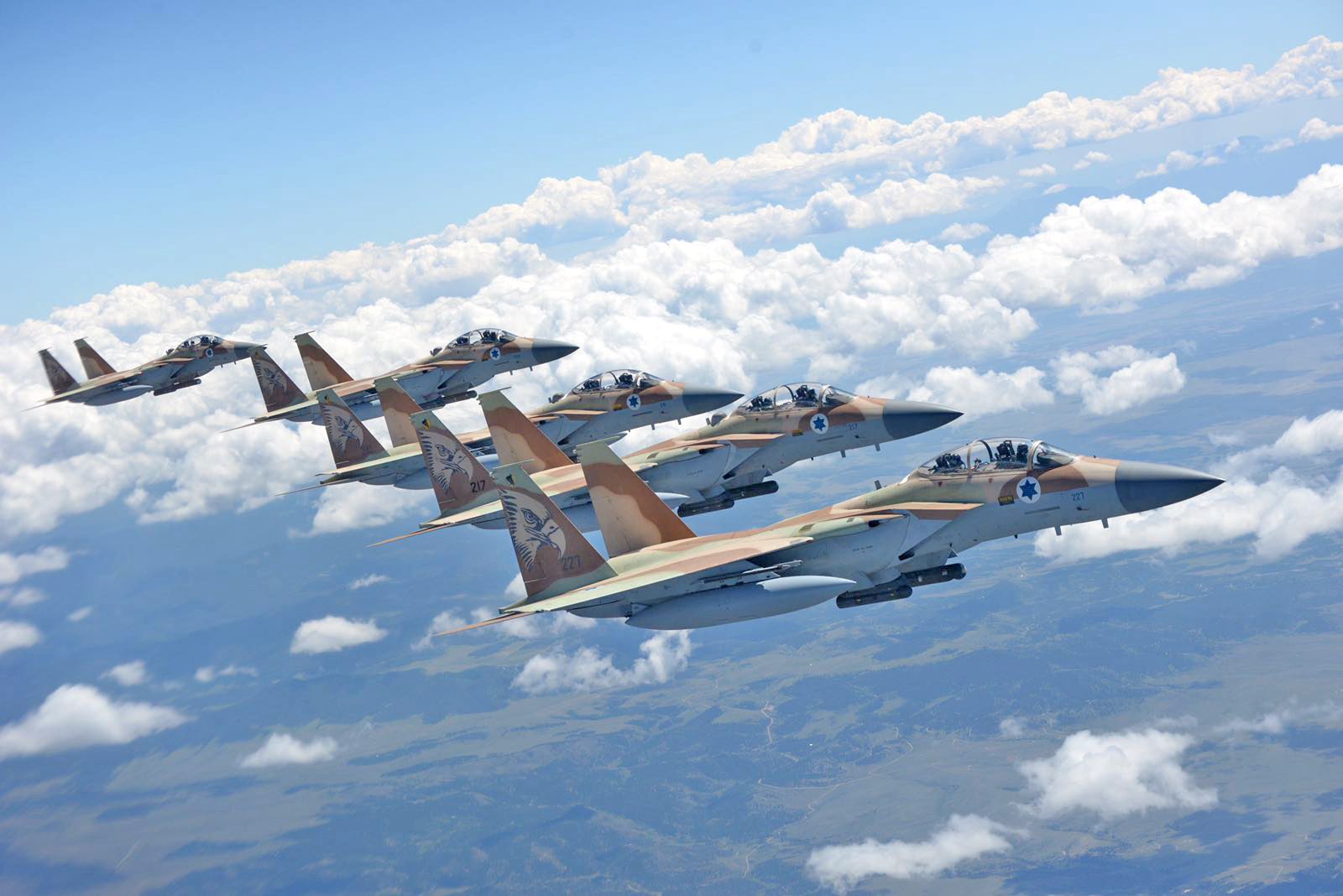
F-15I Ra’am ВВС Израиля

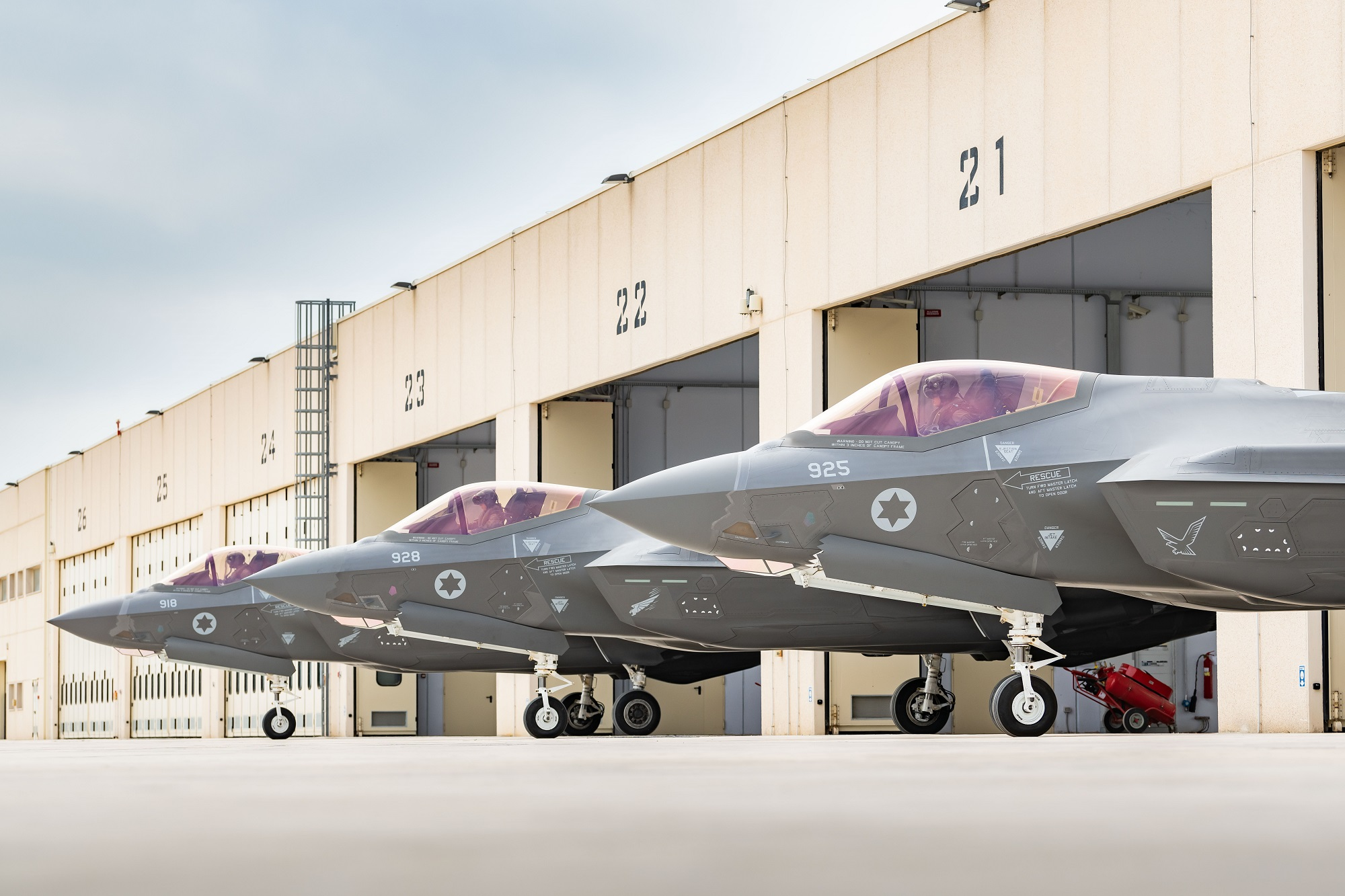
F-35I Adir ВВС Израиля

Военно-воздушные силы — 52 000 военнослужащих срочной и сверхсрочной службы (а также 28 000 резервистов):
- Командования спецназа ВВС (МАКААМ — «Мефкедет Кохот ха-Авир ха-Миухадим»). Включает:
  - «Йехидат симун матарот» — специальное подразделение поиска и указания места сброса грузов для частей, действующих в тылу врага.
  - АСАМ («Исуф вэ-Симун Матарот») — подразделение разведки целей ВВС
  - 5700 спецбатальон передовой авиавысадки ЙАХАК («Йехидат ха-Ханхата ха-Хидмит» — подготовка полевых аэродромов)
- Подразделение «Шальдаг» («зимородок») — спецназ израильских ВВС, целеуказание для ВВС и зачистка объектов (специальное Командование глубинных операций).
- спасательно-эвакуационное подразделение 669 (специальное Командование глубинных операций).
- 533 батальон связи ВВС
- 502 специальное подразделение проводной связи «Йехидат ха-Кешер»
- подразделение РЭБ ВВС «Орвей ха-Шхаким»
- подразделение воздушной ретрансляции «Йехидат ха-Мемсар ха-Мутас»
- 1 авиакрыло (авиабаза Рамат-Давид)
- 2 авиакрыло (авиабаза Сдот-Миха)
- 4 авиакрыло (авиабаза Хацор)
- 6 авиакрыло (авиабаза Хацерим)
- 8 авиакрыло (авиабаза Тель-Ноф)
- 10 авиакрыло (авиабаза Увда)
- 15 авиакрыло (авиабаза Сде-Дов)
- 21 авиакрыло (авиабаза Хайфа)
- 25 авиакрыло (авиабаза Рамон)
- 28 авиакрыло (авиабаза Неватим)
- 30 авиакрыло (авиабаза Пальмахим)
- Боевые самолёты: F-15 A,B,C,D Baz (106-я и 133-я эскадрильи); F-15I Raam (69 эскадрилия), F-16 A, B Nez (116 и 140 эскадрильи), F-16 °C,D Barak (101, 105, 109, 110, 117 эскадрильи) , 16I Sufa (107-я, 119-я, 201-я, 253-я эскадрильи), F-35 Adir (116 и 140 эскадрильи после снятия с вооружения F-16 A, B Nez), планируется к 2016 году
- Разведывательные самолёты: В-200 «Цофит», RS-12 «Кукия», A-36 «Хофит» (100-я и 135-я эскадрильи)
- Боевые вертолёты: AH-64 Apache (113-я, 190-я эскадрильи).
- Транспортные самолёты: C-130 Hercules (103-я, 131-я эскадрильи); Boeing 707 и IAI SeaScan (120-я эскадрилья);
- Транспортные вертолёты (CH-53 Sea Stallion, UH-60 Black Hawk)
- Многоцелевые беспилотные летательные аппараты: Hermes 450 (166 эскадрилья), IAI Heron, IAI Heron TP (200-я эскадрилья), IAI Eitan (210-я эскадрилья).
- Лётная школа ВВС Израиля (БИСТ-12) расположена на авиабазе Хацерим (БАХА-6)
- Школа БПЛА БИСКАТМАН
- Противовоздушная и противоракетная оборона

## Военная помощь США
23 июля 1952 года США и Израиль заключили двустороннее соглашение о военной помощи — «Mutual Defence Assistance Agreement» (TIAS 2675), в соответствии с которым начались поставки американского вооружения и военной техники в Израиль.
26 сентября 1962 года правительство США в изменение своей прежней политики согласилось продать Израилю дивизион ЗРК «Хоук» (таким образом Израиль стал первой страной, не входившей в состав блока НАТО и получившей это оружие). Государственный департамент при этом заявил, что данная поставка была призвана компенсировать поставку наступательных видов вооружения странами Советского блока арабским соседям Израиля и сохранить баланс силы на Ближнем востоке.
В 1968 году правительство США разрешило продажу Израилю 48 самолётов A-4 «Скайхок» и 50 самолётов F-4 «Фантом».
В ноябре 1971 года США и Израиль заключили соглашение, в соответствии с которым Израиль получил право производить по лицензии некоторые виды американского оружия, боеприпасов, военного снаряжения и военной техники.
В 1973 году, после начала Войны Судного дня, США поставили в Израиль значительное количество вооружения, боеприпасов и боевой техники по «воздушному мосту» (Операция «Nickel Grass»).
В 1976 году Конгресс США принял «поправку Саймингтона», а в 1977 году — «поправку Гленна», в соответствии с которыми установлен запрет на поставки вооружения из США в страны, которые осуществляют программы создания атомного оружия. Е. М. Примаков отмечает, что поправки Сайминтона — Гленна никогда не применялись в отношении Израиля.
Другие источники считают Израиль государством, предположительно обладающим таким оружием и рассматривающим его в качестве средства для нанесения «второго удара» по агрессору в случае его нападения.
30 ноября 1981 года США и Израиль подписали «Меморандум о взаимопонимании в области стратегического сотрудничества».
С 1987 года США ежегодно оказывают Израилю военную помощь по программе FMF, при этом, в отличие от всех других государств, получающих военную помощь из США по данной программе, Израиль вправе расходовать 25 % сумм на собственные военные программы. В период 1998—2007 гг. по программе FMF США перечисляли Израилю 2,4 млрд долларов в год; в 2008 было подписано новое соглашение, в соответствии с которым США взяли на себя обязательства в 2008—2017 гг. предоставить военную помощь по программе FMF в объёме 30 млрд долларов (в среднем, по 3 млрд долларов в год; фактически в 2008—2013 объём помощи варьировался в пределах 2,9-3,1 млрд долларов в год); в 2013 году было подписано дополнительное соглашение, в соответствии с которым США взяли на себя обязательство в 2018—2027 гг. предоставить Израилю военную помощь по программе FMF в объёме 40 млрд долларов. Следует учитывать, что программа FMF не является единственной программой США по предоставлению военной помощи Израилю.
В 1990 году Израиль подписал с США соглашение о участии в программе «хранения военных резервов для союзников США», в соответствии с которым на территории страны были оборудованы шесть складов хранения вооружения, бронетехники и боеприпасов. Первоначально стоимость вооружения на складах составляла 100 млн долларов США, в 1991 году, после войны в Персидском заливе, этот объём был увеличен до 300 млн долларов, затем — до 400 млн долларов, а в декабре 2009 года — до 800 млн долларов. Хотя вооружение не принадлежит Израилю, в соответствии с соглашением ЦАХАЛ может получить доступ на склады и использовать хранящееся оружие «с разрешения США» или «в экстренной ситуации».
В ходе подготовки к Войне в Персидском заливе (1991) и создания коалиции против С. Хусейна с участием арабских стран (и, соответственно, без Израиля), США гарантировали уничтожение иракских «Скадов» в течение первых дней операции и защиту от обстрела Ираком. С этой целью, на территории Израиля были размещены 7 батарей ЗРК «Пэтриот», которым, в конечном счёте, не удалось перехватить все запущенные по Израилю ракеты (из 40 выпущенных ракет было перехвачено только 34).
В 1995 году в рамках «программы спецпоставок» США были «готовы безвозмездно передать» Израилю 14 боевых вертолётов «Кобра» и 30 тыс. автоматов М-16 в дополнение к «ранее поставленным» двум батареям ЗРК «Пэтриот», 75 истребителям F-15 и F-16, 450 пусковых установок ПТУР TOW, 336 грузовикам и тягачам, 10 вертолётам UH-60 «Блэк Хок», партии противокорабельных ракет «Гарпун» и 650 противотанковым ракетам для вертолётов AH-64.
В 2000 году США предоставили 200 млн долларов для строительства и оснащения двух тренировочных баз, предназначенных для подготовки резервистов.
В 2008 году из США было получено радиоэлектронное оборудование (радиолокационная станция AN-TRY-2 сантиметрового диапазона и мобильный терминал приёма данных JTAGS)

## Дополнительные сведения
- Отличительной чертой израильской армии является серьёзное отношение к пресечению «дедовщины». При признаках появления неуставных отношений проводятся расследования на очень высоком уровне, которые могут повлечь наказание офицерского состава базы, на которой произошёл инцидент. После обнаружения и надлежащего расследования виновники инцидентов отправляются в военную тюрьму[49][50][51].
- Солдаты, проходящие срочную службу в рядах ЦАХАЛа, получают ежемесячное денежное содержание. На 2019 год его размер составлял 810 новых шекелей (ок. 200 $), в боевых частях эта сумма составляет 1600 новых шекелей. В то же время Израиль расходует в среднем 23 тысячи новых шекелей (ок. 6400 $) в месяц на выплату денежного довольствия сверхсрочным служащим. Солдаты-контрактники и офицеры составляют 15 % численности израильской армии[52].
- Как сообщил в интервью изданию «Едиот Ахронот» председатель комиссии Кнессета по иностранным делам и обороне, за 12 лет с января 1980 по декабрь 1992 гг. в ходе учений и манёвров погибли 96 и получили ранения и травмы 230 военнослужащих ЦАХАЛ[53].
- По официальным данным Министерства обороны Израиля, за 10 лет с 2002 по 2012 год покончили жизнь самоубийством 237 солдат израильской армии. В 2003 году газета «Маарив» сообщила, что самоубийство стало основной причиной гибели военнослужащих израильской армии, однако в дальнейшем количество самоубийств удалось уменьшить[54] (Для сравнения, в армии США в 2010 году покончили жизнь самоубийством 156 военнослужащих, в 2011 году — 165 военнослужащих и в 2012 году — 177 военнослужащих[55]. А только за 2008 год Вооружённые Силы Российской Федерации в результате суицида потеряли 523 военнослужащих. В период с 2005 по середину 2009 года свёл счёты с жизнью 2531 военнослужащий, что соответствует среднероссийскому показателю — 29 случаев на 100 тысяч населения в год.)[56].
- Согласно соглашениям в Осло, израильская армия выполняет военные и полицейские функции на части территории Западного берега реки Иордан («территория С»[57]).

## Форменная одежда
Форменная одежда Армии обороны Израиля подразделяется на:

Полевая форма оливкового цвета

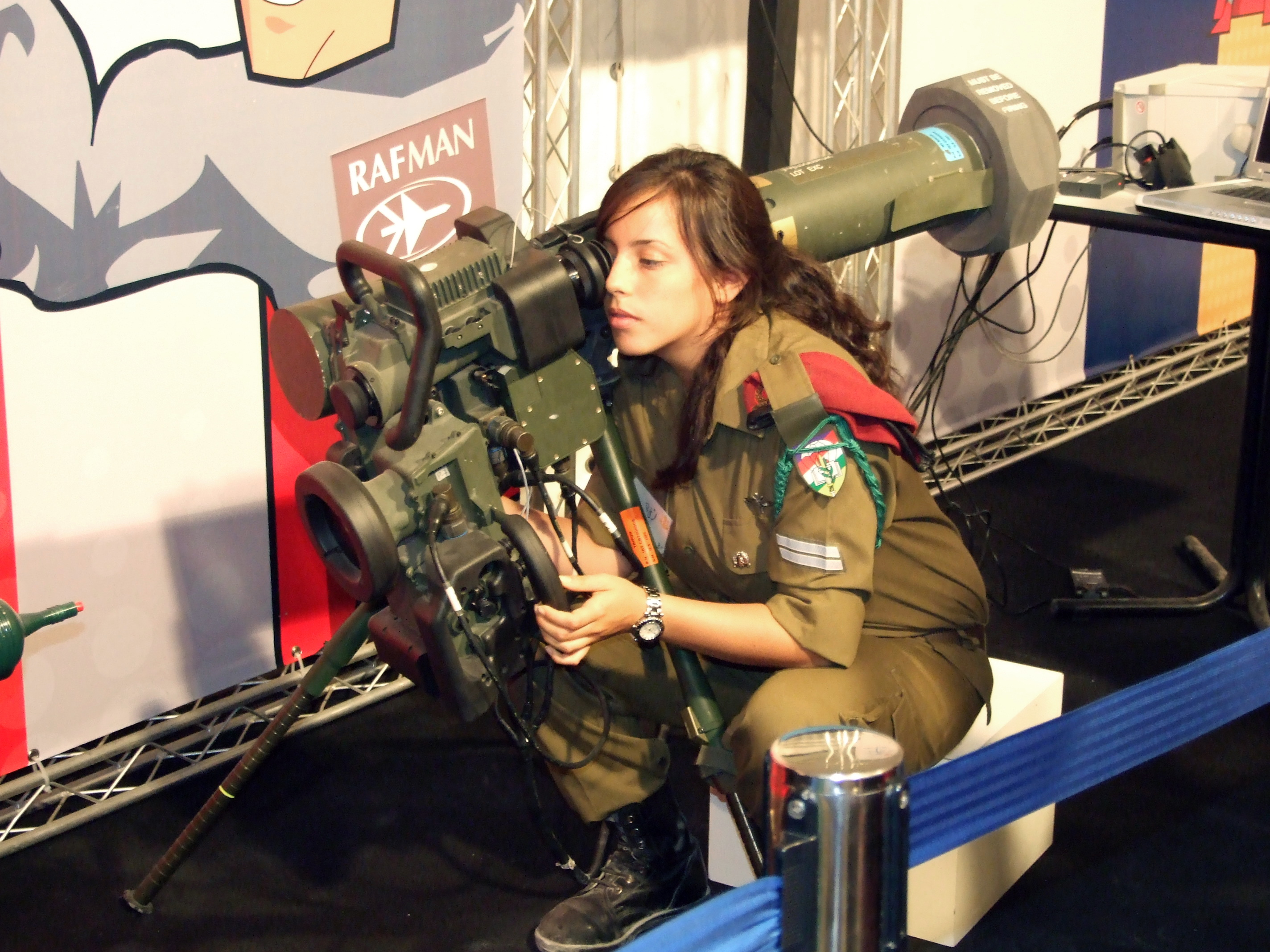
Женщина-капрал ЦАХАЛа с ПТРК «Спайк», в золотисто-оливковой униформе.

- парадно-повседневную форму (маде́й а́леф) — оливкового цвета для солдат и офицеров срочной службы сухопутных войск и бежевого цвета для солдат и офицеров срочной службы ВВС и ВМС
- полевую форму (маде́й бет) — оливкового цвета для всех родов войск (в ВВС также используются комбинезоны различных оттенков синего)
- парадную форму (маде́й эруи́м / маде́й ке́ва) — для прапорщиков и офицеров сверхсрочной службы — светло-зелёная рубашка и брюки/юбка цвета морской волны для сухопутных войск, голубая рубашка и синие брюки/юбка для ВВС, белая рубашка и чёрные брюки/юбка для ВМС
- представительскую форму (маде́й срад) — для высокопоставленных офицеров, выполняющих представительские функции за границей:
  - летом: дополнительно к мадей эруим — китель серого цвета для сухопутных войск, синего цвета для ВВС, белого цвета для ВМС
  - зимой: дополнительно к мадей эруим — китель/пальто цвета морской волны для сухопутных войск, серо-синего цвета для ВВС, тёмно-голубого цвета для ВМС
- парадную форму для особо торжественных случаев (маде́й га́ла) — для дипломатических приёмов, торжественных мероприятий высшего уровня, проводимых как в Израиле, так и за рубежом:
  - зимой: костюм серо-голубого цвета (для всех родов войск)
  - летом: костюм белого цвета с белой рубашкой и чёрным галстуком (для всех родов войск)

### Береты
Основным головным убором в Израильской армии при парадно-повседневной форме одежды является берет. Цвет берета различается в зависимости от рода войск, а в сухопутных войсках цвета берета дополнительно различаются по виду войск и принадлежности к определённым пехотным бригадам. В передней части берета слева от центра размещается кокарда, свидетельствующая о виде войск. Распределение цветов беретов следующее:
- ВВС — береты тёмно-серого цвета
- ВМС — береты тёмно-синего цвета (в ходе церемоний иногда замещается фуражкой)
- Сухопутные войска (включая небоевые структурные подразделения Генштаба) — береты оливкового цвета (название в армейском сленге: кумта́т ба́кум, то есть берет, получаемый на призывном пункте), при этом:
  - Берет светло-серого цвета — военно-инженерные войска
  - Берет бирюзового цвета — артиллерийские войска
  - Берет оранжевого цвета — Командование тыла
  - Берет светло-коричневого цвета (светлый хаки) — войска тактической разведки.
  - Берет синего цвета — военная полиция (при исполнении должности иногда заменяется белой фуражкой)
  - Берет чёрного цвета — бронетанковые войска (в прошлом использовался также для войск связи и артиллерийских войск)
  - Берет желто-камуфлированный — смешанные батальоны
  - Берет тёмно-зелёного цвета — Управление разведки
  - Регулярные пехотные бригады:
    - «Цанханим» — алые (в настоящее время заменяется на крапово-бордовые) береты (береты данного цвета также используются рядом спецподразделений)
    - «Голани» — коричневые береты
    - «Гивати» — фиолетовые береты (такие же носят бойцы батальона бедуинских следопытов, однако они, в отличие от бойцов «Гивати», носят рыжие, а не чёрные ботинки)
    - «Нахаль» — светло-зелёные береты
    - «Кфир» — зелено-камуфлированные береты[58].

## Отказники
Отказниками называют молодых людей, которые не желают по тем или иным причинам служить в армии, или военнослужащих, которые отказываются выполнять приказы командования.
Тема отказников является предметом бурных дебатов в израильском обществе и прессе. Отказники в Израиле представляют весьма разные социальные и политические общественные группы. Израильско-палестинский конфликт является одной из причин, по которой некоторые призывники отказываются проходить службу в ЦАХАЛе. В 2009 году более 80 израильских студентов заявили о своём отказе служить в израильской армии в знак протеста против политики правительства Израиля в отношении сектора Газа и Западного берега реки Иордан.
В 2003 году 27 израильских военных пилотов, в том числе бригадный генерал израильских ВВС Ифтах Спектор, написали начальству письмо, объявив об отказе совершать налёты на объекты в Палестинской автономии и перевозить израильских солдат, задействованных в операциях.
Согласно законодательству Израиля, отказ от службы в ЦАХАЛе карается тюремным заключением. Согласно некоторым источникам, с 2000 года около двухсот отказников были привлечены к ответственности. Некоторые израильские отказники обращаются в иностранные государства за получением статуса политического беженца.
Командиры ЦАХАЛа считают, что «отказничество» ставит под угрозу безопасность Израиля. По словам Главного военного прокурора Менахема Финкельштейна, «нет и не может быть морального оправдания отказу от службы в армии и исполнения воинского долга по политическим соображениям».